# Latosaari (ö i Norra Savolax, Norra Savolax, lat 63,29, long 26,50)
Latosaari är en ö i Finland. Den ligger i sjön Pielavesi och i kommunen Pielavesi i den ekonomiska regionen  Övre Savolax ekonomiska region  och landskapet Norra Savolax, i den centrala delen av landet, 400 km norr om huvudstaden Helsingfors. Öns area är 1,6 hektar och dess största längd är 290 meter i sydväst-nordöstlig riktning.